# Arcidiecéze mariborská
Arcidiecéze mariborská (latinsky Archidioecesis Mariborensis) je římskokatolická diecéze ve Slovinsku. Arcidiecéze má dvě sufragánní diecéze: celjskou a murskosobotskou. Katedrálním kostelem je dóm sv. Jana Křtitele v Mariboru. Současným mariborským arcibiskupem je od roku 2015 jezuita Alojzij Cvikl.

## Stručná historie
V roce 1228 byla zřízena diecéze Lavant jako sufragánní k arcidiecézi salcburské. Sídlo biskupa přenesl již biskup bl. Anton Martin Slomšek v roce 1859 do slovinského Mariboru. Po vzniku jugoslávského státu byla v roce 1924 podřízena záhřebské metropoli, roku 1962 přejmenována na diecézi mariborskou a roku 2006 povýšena na metropolitní arcidiecézi.